# Gante-Wevelgem 2022
La 84.ª edición de la clásica ciclista Gante-Wevelgem (nombre oficial en inglés: Gent-Wevelgem in Flanders Fields) fue una carrera en Bélgica que se celebró el 27 de marzo de 2022 con inicio en la ciudad de Ypres y final en la ciudad de Wevelgem sobre un recorrido de 248,8 kilómetros.
La carrera formó parte del UCI WorldTour 2022, calendario ciclístico de máximo nivel mundial, siendo la décima carrera de dicho circuito y fue ganada por el eritreo Biniam Girmay del Intermarché-Wanty-Gobert Matériaux. Completaron el podio, como segundo y tercer clasificado respectivamente, el francés Christophe Laporte del Jumbo-Visma y el belga Dries Van Gestel del TotalEnergies.

## Equipos participantes
Tomaron parte en la carrera 25 equipos: 18 de categoría UCI WorldTeam y 7 de categoría UCI ProTeam. Formaron así un pelotón de 174 ciclistas de los que acabaron 106. Los equipos participantes fueron:
| WorldTeams (18)- AG2R Citroën Team - Astana Qazaqstan Team - Bahrain Victorious - Bora-Hansgrohe - Cofidis - EF Education-EasyPost - Groupama-FDJ - Ineos Grenadiers - Intermarché-Wanty-Gobert Matériaux - Israel-Premier Tech - Jumbo-Visma - Lotto-Soudal - Movistar Team - Quick-Step Alpha Vinyl - BikeExchange-Jayco - Team DSM - Trek-Segafredo - UAE Team Emirates ProTeams (7)- Alpecin-Fenix - Bardiani-CSF-Faizanè - B&B Hotels-KTM - Bingoal Pauwels Sauces WB - Sport Vlaanderen-Baloise - TotalEnergies - Uno-X Pro Cycling Team |
| |

## Clasificación final
- La clasificación finalizó de la siguiente forma:[2]

### Clasificación general
| \| Clasificación general \| Clasificación general \| Clasificación general \| Clasificación general \| Clasificación general \| \| Ciclista \| Ciclista \| Equipo \| Tiempo \| \| \| --------------------- \| --------------------- \| ---------------------------------- \| --------------------- \| --------------------- \| \| 1.º \| Biniam Girmay \| Intermarché-Wanty-Gobert Matériaux \| 5 h 37 min 57 s \| \| \| 2.º \| Christophe Laporte \| Jumbo-Visma \| + 0 s \| \| \| 3.º \| Dries Van Gestel \| TotalEnergies \| + 0 s \| \| \| 4.º \| Jasper Stuyven \| Trek-Segafredo \| + 0 s \| \| \| 5.º \| Søren Kragh Andersen \| Team DSM \| + 8 s \| \| \| 6.º \| Tim Merlier \| Alpecin-Fenix \| + 8 s \| \| \| 7.º \| Mads Pedersen \| Trek-Segafredo \| + 8 s \| \| \| 8.º \| Iván García Cortina \| Movistar Team \| + 8 s \| \| \| 9.º \| Matej Mohorič \| Bahrain Victorious \| + 8 s \| \| \| 10.º \| Arnaud Démare \| Groupama-FDJ \| + 8 s \| \| |                      |                                    |                 |
| |                      |                                    |                 |
| Fuente: ProCyclingStats |                      |                                    |                 |
| Clasificación general |                      |                                    |                 |
| Ciclista | Ciclista             | Equipo                             | Tiempo          |
| 1.º | Biniam Girmay        | Intermarché-Wanty-Gobert Matériaux | 5 h 37 min 57 s |
| 2.º | Christophe Laporte   | Jumbo-Visma                        | + 0 s           |
| 3.º | Dries Van Gestel     | TotalEnergies                      | + 0 s           |
| 4.º | Jasper Stuyven       | Trek-Segafredo                     | + 0 s           |
| 5.º | Søren Kragh Andersen | Team DSM                           | + 8 s           |
| 6.º | Tim Merlier          | Alpecin-Fenix                      | + 8 s           |
| 7.º | Mads Pedersen        | Trek-Segafredo                     | + 8 s           |
| 8.º | Iván García Cortina  | Movistar Team                      | + 8 s           |
| 9.º | Matej Mohorič        | Bahrain Victorious                 | + 8 s           |
| 10.º | Arnaud Démare        | Groupama-FDJ                       | + 8 s           |

## Ciclistas participantes y posiciones finales
Convenciones:
- AB: Abandono
- FLT: Retiro por llegada fuera del límite de tiempo
- NTS: No tomó la salida
- DES: Descalificado o expulsado

## UCI World Ranking
La Gante-Wevelgem otorgó puntos para el UCI World Ranking para corredores de los equipos en las categorías UCI WorldTeam, UCI ProTeam y Continental. Las siguientes tablas son el baremo de puntuación y los diez corredores que obtuvieron más puntos:
| Posición   | 1.º | 2.º | 3.º | 4.º | 5.º | 6.º | 7.º | 8.º | 9.º | 10.º | 11.º | 12.º | 13.º | 14.º | 15.º | 16.º-20.º | 21.º-30.º | 31.º-50.º | 51.º-55.º | 56.º-60.º |
| Puntuación | 500 | 400 | 325 | 275 | 225 | 175 | 150 | 125 | 100 | 85   | 70   | 60   | 50   | 40   | 35   | 30        | 20        | 10        | 5         | 3         |

| Clasificación |                      |                                    |        |
| Posición      | Ciclista             | Equipo                             | Puntos |
| ------------- | -------------------- | ---------------------------------- | ------ |
| 1.º           | Biniam Girmay        | Intermarché-Wanty-Gobert Matériaux | 500    |
| 2.º           | Christophe Laporte   | Jumbo-Visma                        | 400    |
| 3.º           | Dries Van Gestel     | TotalEnergies                      | 325    |
| 4.º           | Jasper Stuyven       | Trek-Segafredo                     | 275    |
| 5.º           | Søren Kragh Andersen | DSM                                | 225    |
| 6.º           | Tim Merlier          | Alpecin-Fenix                      | 175    |
| 7.º           | Mads Pedersen        | Trek-Segafredo                     | 150    |
| 8.º           | Iván García Cortina  | Movistar                           | 125    |
| 9.º           | Matej Mohorič        | Bahrain Victorious                 | 100    |
| 10.º          | Arnaud Démare        | Groupama-FDJ                       | 85     |